# Jacob Ellehammer
Jacob Christian Hansen Ellehammer (14 juin 1871 – 20 mai 1946) est un horloger et inventeur danois qui devint le 12 septembre 1906 l'un des premiers européens à faire voler un avion à une hauteur de 75 centimètres et sur une distance de quelque 40 mètres, l'appareil en question étant de type biplan de 38 mètres carrés de surface, à moteur de 18 chevaux (vol non officiel). Il effectua plus de 200 vols pendant les deux années suivantes sur différents types d'appareil. En 1912, Jacob Ellehammer réussit à faire décoller un hélicoptère.